# Municipio de Caldwell (Misuri)
El municipio de Caldwell (en inglés: Caldwell Township) es un municipio ubicado en el condado de Callaway en el estado estadounidense de Misuri. En el año 2010 tenía una población de 438 habitantes y una densidad poblacional de 7,23 personas por km².

## Geografía
El municipio de Caldwell se encuentra ubicado en las coordenadas 38°43′5″N 91°59′27″O / 38.71806, -91.99083. Según la Oficina del Censo de los Estados Unidos, el municipio tiene una superficie total de 60.57 km², de la cual 60,19 km² corresponden a tierra firme y (0,64 %) 0,39 km² es agua.

## Demografía
Según el censo de 2010, había 438 personas residiendo en el municipio de Caldwell. La densidad de población era de 7,23 hab./km². De los 438 habitantes, el municipio de Caldwell estaba compuesto por el 97,95 % blancos, el 0,23 % eran afroamericanos, el 0,23 % eran amerindios, el 0,46 % eran asiáticos y el 1,14 % eran de una mezcla de razas. Del total de la población el 0,91 % eran hispanos o latinos de cualquier raza.